# Horikawaea dubia
Horikawaea dubia là một loài Rêu trong họ Pterobryaceae. Loài này được (Tixier) S.H. Lin miêu tả khoa học đầu tiên năm 1984.